# 寺尾孫之允
寺尾 孫之允（てらお まごのじょう、慶長16年（1611年）- 寛文12年9月19日（1672年11月8日））は、江戸時代前期の人物。剣豪宮本武蔵の肥後熊本における兵法の高弟で、武蔵が死去する正保2年（1645年）5月19日の7日前、5月12日に『独行道』とともに二天一流兵法書『五輪書』を伝授された。二天一流兵法第二代師範として孫之允が『五輪書』を相伝した弟子に、浦上十兵衛、柴任三左衛門、山本源介、槙島甚介がいる。それぞれの系統の写本が今に伝来し、武蔵の兵法の詳細を伝えている。
通称は孫之允、諱は勝信、号は夢世。通称については、子孫の系図「寺尾家系」及び『武州伝来記』『五輪書』九州大学本は「孫之允」、『独行道』『五輪書』細川家本など山本源介宛には「孫之丞」、ほかにも「孫之亟」「孫亟」とする文書もある。諱についても墓碑及び『二天記』は「勝信」であるが、『武州伝来記』『五輪書』九大本など柴任三左衛門系は「信正」、細川家本など山本源介宛写本は「勝延」、徳富家本など浦上十兵衛系は「勝政」となっている。号は「夢世（むせい）」で、諸書同じである。

## 伝承

### 『武州伝来記』
その「追加」の部に、次のように記されている。
一、二天流兵法二祖寺尾孫之允信正は、細川家の家臣たりといへども、その身は一生仕官せず、熊本の城下近邑に引篭り耕して生涯を送り、福力あつて米銭に乏しからずと云り。武州公数百人の門人より一人撰び出し伝授ありし人なり。法名夢世と号す。小兵ながら力量ありしといへり。寺尾の本家、今尚細川の家臣たり。五尺杖の仕道、信正鍛錬なり。武州公は片手にて自由せられしゆへ別段にわざはなし、信正に至り、片手にては振りがたきゆへ、仕道を付けられしと也。隅に蟠(わだかま)りたる敵、又は取篭り者等に別して利あり。これ皆中段すみのかねより事発れり。
これは寺尾孫之允に7年随仕して二天流の相伝を受けた柴任三左衛門の伝えた話である（同書）。この人物については細川家にさえ伝承がほとんどなく、その風貌と力量、生活の様子を知る唯一ともいえる貴重な史料である。誇張粉飾の様子もなく、その伝承経路から信憑性は極めて高いものと考えられ、寺尾孫之允論の基本史料となるものである。
隠棲地
《一生仕官せず、熊本の城下近邑に引篭り耕して生涯を送った》という所は、平成5年（1993年）の夏、熊本の作家長井魁一郎によって発見された墓のあった宇土市松山の五色山山麓の村と考えられる。
墓
《表面》
　　　　　　　　　　　　　　　寛文十二壬子年
　　南無阿弥陀仏　　釋夢世滅度位
　　　　　　　　　　　　　　　九月十九日
《裏面》
　　辭世歌　露とをきつ由ときえにしわか身かな　
　　　　　　　　　　何盤乃事は夢の又由免
　　　　　　　　　　　　　　　　　寺尾氏源勝信六十歳薨

「夢世」は孫之允の号であり、『五輪書』を弟子の山本源介等に相伝の奥書に、「寺尾夢世勝延（花押）」と著名している。
　墓の発見により孫之允は寛文12年（1672年）に60歳まで生きたということがわかった。武蔵死後27年後である。逆算すると生まれたのは慶長18年（1613年）である。武蔵が晩年に肥後に来た寛永17年（1640年）は28歳。それから正保2年（1645年）、33歳まで5年間、武蔵について兵法を学んだということになる。

風貌
《小兵ながら力量ありしといへり》これも孫之允の風貌を想像させるおそらく唯一の史料である。孫之允は小柄な体躯であったらしい。武蔵の身の丈6尺の巨体と相反する者が一流を継承したということになる。
出自と家族
《寺尾の本家、今尚細川の家臣たり》
子孫に伝わる『寺尾家系』によれば、先祖は新田氏であり、寺尾の本家は父左助勝正が慶長7年豊前小倉で細川忠興に召抱えられ、忠利代1050石、鉄砲50挺頭の重臣である。本家は兄九郎左衛門（喜内）が継ぎ、孫之允は二男。野田一溪の『先師道統次第系図』（1782年）によれば「耳ノタリ少シカゲタルユへ不具トシテ浪人セリ」とあり、耳が少し不自由だったので、藩には出仕せず浪人（牢人）だったとしている。孫之允が浪人であったことは「寺尾家系」にも書かれている。細川家譜『綿考輯録』には兄喜内、弟求馬とともに島原の乱に出陣した記録がある。肥後における武蔵伝記『武公伝』では「夢世ハ一代ニテ兵術子孫に不傳」とある。兵法を自分の子孫には伝えなかったが、「寺尾家系」（山田紘靖蔵）によれば一男一女あり。女子は横井某へ嫁し、男子は早世す、松岡玄寿の二男を養子と為すが、牢人断絶。となっている。
弟の寺尾求馬助信行は当時200石(後300石)、武蔵から『兵方三十五箇条』の伝授を受け兵法を相伝したとされ、その子の新免弁介、郷右衛門などの流派に分かれ熊本藩で幕末まで栄えた。
「五尺杖の仕道（技）」
注目するのは、武蔵の技の中には一の弟子寺尾といえども真似の出来ないものがあり、独自の工夫が必要であったということである。それが「五尺杖の仕道（技）」であり、この技は武蔵ではなく、寺尾孫之允が開き、柴任らに伝えた。武蔵は力があって5尺杖を片手で自由に振っていたので、別に技の工夫をする必要もなかったが、寺尾に至って片手では振れないので工夫して会得したというのである。武蔵の力量を述べた具体的事実事例として重要である。

## 孫之允の弟子
『五輪書』を伝授したことの明らかな弟子に浦上十兵衛、柴任三左衛門、山本源介、槙嶋甚助、他にも『武公伝』では孫之丞の高弟として筑後殿（肥後熊本藩筆頭家老八代城主・松井直之、長岡筑後を称す）重臣の山名十左衛門ほか、井上角兵衛正紹、中山平右衛門正勝、提次兵衛永衛の名前を挙げている。これだけでも孫之丞系の流儀の盛んな様子がわかる。その内、柴任三左衛門は細川家を辞し、筑前福岡藩に召抱えられ、福岡藩に武蔵の二天一流を広げ、その元祖となった。後に武蔵の伝記『武州伝来記』を残した丹治峯均や『兵法先師伝記』を顕した丹羽信英はこの流系である。
　宇土松山の寺尾一族11基の墓は孫之允直系なのか不明である。中に「享保十年（1725年）五月初六日、釋夢世居士之塔」という碑が一つあったが。流派の系図には出ていない。『武公伝』では「夢世ハ一代ニテ兵術子孫に不傳」とある。
『武公伝』の編者豊田（橋津）正脩は父正剛以来、武蔵流兵法師範役である。正剛は、武蔵から幼年時にじかに手ほどきを受け孫之允から『五輪書』を相伝したとされる八代（やつしろ）城主松井直之に習い、正脩は同書の中で「此五方、堤又兵衛より予相傳ス。八水卜傳」と書いている。堤又兵衛は前出夢世の弟子に名をあげた堤次兵衛一水（改名）のことである。すなわち、『武公伝』もまた孫之丞の流系ということになる。
　一方、弟の寺尾求馬助（もとめのすけ）系が隆盛するのは、孫之允没後、時代がずっと下がった求馬助の子供たちの代のようである。豊田家の先祖附によれば、八代に求馬助系の二天一流（村上派）が入るのは、『二天記』を編纂した孫の景英の時代であった。